# Renato Leite
Renato Leite é um jogador de voleibol paralímpico brasileiro.
Renato Leite é formado em educação física, faz pós-graduação em atividade física adaptada. Ficou paraplégico em acidente de motocicleta quando tinha 20 anos.
Atualmente é o levantador da seleção paraolímpica de vôlei sentado do Brasil. Foi medalhista de prata nos Jogos Parapan-americanos de 2003 e medalha de ouro nos Jogos Parapan-americanos de 2007.